# Balladyna salaciae
Balladyna salaciae är en svampart som beskrevs av Hosag., Jac. Thomas, Shaji & Rajeshkumar 2009. Balladyna salaciae ingår i släktet Balladyna och familjen Parodiopsidaceae.   Inga underarter finns listade i Catalogue of Life.